# Kerstin Przygodda
Kerstin Przygodda (* 15. August 1962 in Eutin) ist eine deutsche Politikerin (AfD). Sie wurde bei der Bundestagswahl 2025 über die Landesliste der AfD Schleswig-Holstein in den Deutschen Bundestag gewählt.

## Politik
Przygodda, die den Beruf der Schriftsetzerin erlernte, trat der AfD 2017 bei und war ordentliches Mitglied des Kreistags im Kreis Ostholstein.
Sie war mehr als sieben Jahre lang Referentin von Martin Reichardt, dem familienpolitischen Sprecher der AfD-Fraktion im Bundestag. Reichardt zählte zu der offiziell aufgelösten völkisch-nationalistischen und rechtsextremen AfD-Gruppierung Der Flügel. Zur Bundestagswahl 2025 kandidierte sie erstmals selbst. Im Bundestagswahlkreis Lübeck kam sie mit 15,5 % der Erststimmen auf Platz 4, über den vierten Platz der Landesliste der AfD Schleswig-Holstein zog sie in den Bundestag ein.

## Politische Positionen
Ihr politischer Schwerpunkt liegt auf Themen wie innere Sicherheit, Bürokratieabbau sowie Begrenzung illegaler Zuwanderung. Zudem setzt sie sich für eine stärkere Verankerung der Familienfreundlichkeit im Grundgesetz ein und spricht sich klar für die Anerkennung von nur zwei Geschlechtern aus.